# Prêmio Dannie Heineman de Física Matemática
O Prêmio Dannie Heineman de Física Matemática é uma condecoração anual concedida desde 1959 pela American Physical Society e American Institute of Physics. O prêmio foi estabelecido pela Fundação Heineman em memória de Dannie Heineman. Em 2010 o prêmio consiste de um valor monetário de US$ 10 000 e um certificado citando as contribuições do agraciado, cobrindo também os custos da viagem ao congresso de entrega da mesma.

## Agraciados[1]
- 1959 Murray Gell-Mann
- 1960 Aage Niels Bohr
- 1961 Marvin Leonard Goldberger
- 1962 Léon Van Hove
- 1963 Keith Brueckner
- 1964 Tullio Regge
- 1965 Freeman Dyson
- 1966 Nikolai Bogoliubov
- 1967 Gian Carlo Wick
- 1968 Sergio Fubini
- 1969 Arthur Wightman
- 1970 Yoichiro Nambu
- 1971 Roger Penrose
- 1972 James Bjorken
- 1973 Kenneth G. Wilson
- 1974 Subrahmanyan Chandrasekhar
- 1975 Ludvig Faddeev
- 1976 Stephen Hawking
- 1977 Steven Weinberg
- 1978 Elliott Lieb
- 1979 Gerardus 't Hooft
- 1980 James Glimm e Arthur Jaffe
- 1981 Jeffrey Goldstone
- 1982 John Clive Ward
- 1983 Martin Kruskal
- 1984 Robert Griffiths
- 1985 David Ruelle
- 1986 Alexander Polyakov
- 1987 Rodney Baxter
- 1988 Julius Wess e Bruno Zumino
- 1989 John Stewart Bell
- 1990 Yakov G. Sinai
- 1991 Thomas C. Spencer e Jürg Fröhlich
- 1992 Stanley Mandelstam
- 1993 Martin Gutzwiller
- 1994 Richard Arnowitt, Stanley Deser e Charles Misner
- 1995 Roman Jackiw
- 1996 Roy Glauber
- 1997 Harry Lehmann
- 1998 Nathan Seiberg e Edward Witten
- 1999 Barry McCoy, Tai Tsun Wu e Alexander Zamolodchikov
- 2000 Sidney Coleman
- 2001 Vladimir Arnold
- 2002 Michael Green e John Henry Schwarz
- 2003 Yvonne Choquet-Bruhat e James York
- 2004 Gabriele Veneziano
- 2005 Giorgio Parisi
- 2006 Sergio Ferrara, Daniel Z. Freedman e Peter van Nieuwenhuizen
- 2007 Juan Maldacena e Joseph Polchinski
- 2008 Mitchell Feigenbaum
- 2009 Carlo Becchi, Alain Rouet, Raymond Stora e Igor Tyutin
- 2010 Michael Aizenman
- 2011 Herbert Spohn
- 2012 Giovanni Jona-Lasinio
- 2013 Michio Jimbo e Tetsuji Miwa
- 2014 Gregory Winthrop Moore
- 2015 Pierre Ramond
- 2016 Andrew Strominger e Cumrun Vafa
- 2017 Carl M. Bender
- 2018 Barry Simon
- 2019 Bill Sutherland, Francesco Calogero e Michel Gaudin
- 2020 Svetlana Jitomirskaya[2]
- 2021 Joel Lebowitz[3]